# オノレ4世 (モナコ公)

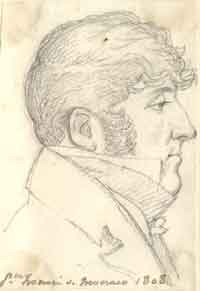
オノレ4世の横顔の素描、フレデリック＝クリストフ・ドゥーデトー画、1808年

オノレ4世（Honoré IV, 1758年5月17日 - 1819年2月16日）は、モナコ公（在位：1814年 - 1819年）。

## 生涯
モナコ公オノレ3世とマリー・カトリーヌ・ブリニョールの間の長男として、1758年5月17日に生まれた。誕生時よりモナコ公世子だったが、モナコは1793年2月14日フランスに併合された。弟ジョゼフがヴァンデの反乱に加担していたことが原因となり、反革命容疑者法に基づき父、妻及び義妹マリー・テレーズと共に逮捕され、1794年の恐怖政治の終了まで収監されていた。1795年父が死ぬと、名目的にモナコ公位を引き継いだ。
1814年5月30日のパリ条約でフランスが1792年以降に併合した全領土を放棄したのに伴いモナコ公国は復活した。しかしオノレ4世は恐怖政治下での監獄生活のために健康を著しく損なっており、摂政による統治代行が必要となった。始めは弟ジョゼフが、1815年からは長男の公世子オノレ（5世）が務めた。
1777年7月15日、マザラン女公ルイーズ・ドーモンと結婚し、間に2人の息子を儲けたが、夫婦関係は不幸で、すぐに別居した。2人は1798年正式に離婚した。息子は以下の2人である。
- オノレ＝ガブリエル（1778年5月13日 - 1841年10月2日） - モナコ公オノレ5世[2]
- タンクレード＝フロレスタン（1785年10月10日 - 1856年6月26日） - モナコ公フロレスタン[2]

1819年2月16日に死去、長男オノレ＝ガブリエルがオノレ5世としてモナコ公位を継いだ。